# Carlo Antognini

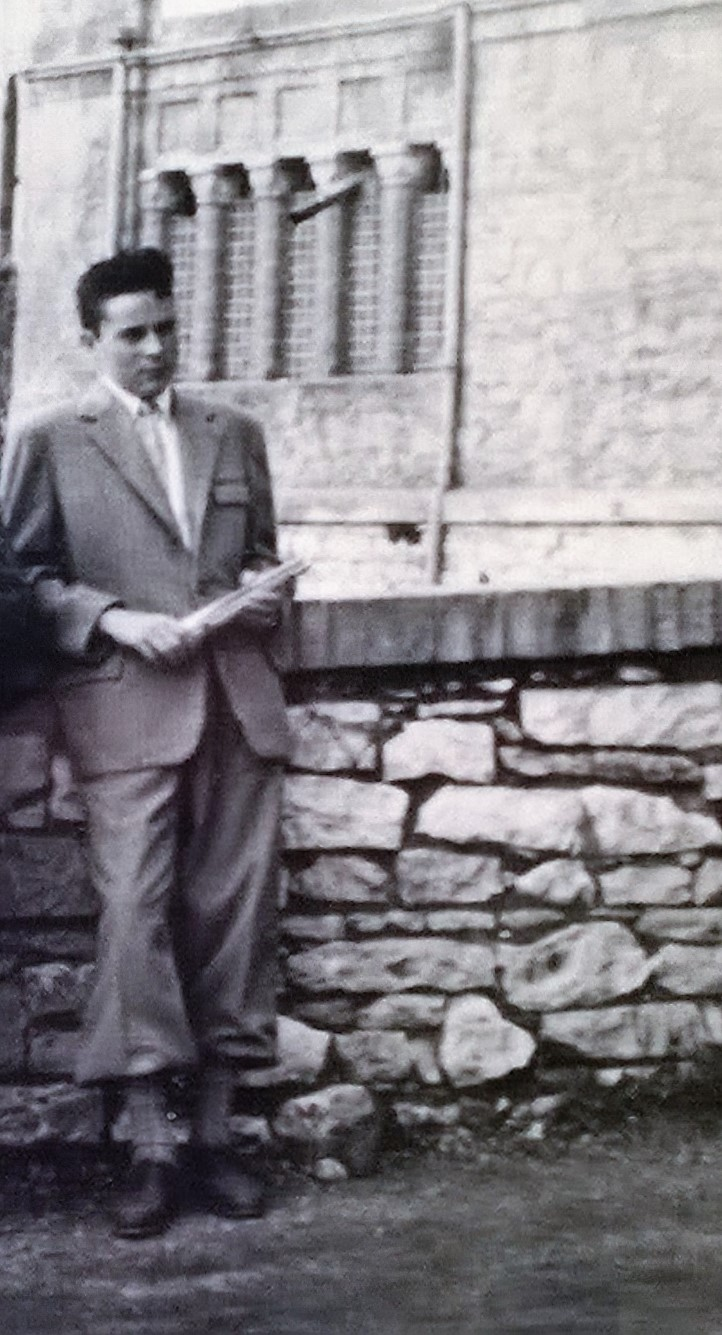
Carlo Antognini all'età di sedici anni.

Carlo Antognini (Ancona, 9 agosto 1937 – Ancona, 26 febbraio 1977) è stato un critico letterario, critico d'arte e editore italiano., considerato uno dei protagonisti del '900 marchigiano.

## Biografia
Carlo Antognini nacque ad Ancona il 9 agosto 1937. Costretto nella propria stanza da un incidente in giovane età, sviluppò la passione per la letteratura europea e mondiale, in particolare per quella anglo-americana. Le sue numerose letture gli permisero di intraprendere dal 1964 l'attività di critico letterario sul quotidiano L'avvenire d'Italia, guidato allora da Raniero La Valle. Da qui fino alla morte collaborò con articoli e saggi critici a riviste e quotidiani, quali La Fiera letteraria, Persona, Nac, D'Ars International, Oggi e domani, Arte 2000, Egolalia, Il Leopardi, Azimut, Ancona provincia, Il Marchigiano, Corriere Adriatico, L'Osservatore romano, Avvenire, ed altri. 
Per dodici anni si occupò di letteratura mondiale curando la rubrica radiofonica Il libro della settimana per la sede regionale marchigiana della Rai.
In seguito, rispondendo all'appello lanciato nel 1961 dalla denuncia di Carlo Bo sulla situazione culturale marchigiana, focalizzò la propria riflessione sui valori della cultura locale presenti ad Ancona e nelle Marche. Ne scorse un panorama ricchissimo, ma disperso in esperienze isolate e non comunicanti, ravvisando l'urgenza per la regione della creazione di spazi culturali aggreganti. Decise così, attraverso una rigorosa selezione, di raccogliere i principali componimenti poetici e narrativi degli scrittori regionali in due pionieristiche antologie. La prima, Poeti marchigiani del '900, con prefazione di Valerio Volpini, risale al 1965 e contiene componimenti di ventitré poeti, selezionati secondo i criteri di intensità espressiva e di documentazione sullo stato dell'arte della poesia marchigiana. La seconda antologia, Scrittori marchigiani del Novecento, è introdotta da Carlo Bo e risulta suddivisa in due volumi, uno dedicato ai narratori ed uno ai poeti. Confrontando ed analizzando i testi, egli si sorprese nel riscontrare numerosi elementi comuni tra gli autori, tanto da riconoscere una linea letteraria marchigiana (che chiamò "marchigianità" letteraria) caratterizzata non tanto da omogeneità stilistica, quanto piuttosto da una medesima ispirazione che trae la propria origine dalla contemplazione rivissuta del paesaggio. 
La stessa propensione ravvisò nei pittori, scultori ed incisori presenti in regione, che riunì per la prima volta in una mostra tenutasi nel 1974 nella città di Jesi: Marche Arte '74. Tali operazioni ebbero complessivo esito nell'intrapresa delle edizioni d'arte L'Astrogallo, che egli stesso condusse da imprenditore nella volontà di offrire ad un più vasto pubblico la conoscenza, in formato di eleganza e controllo grafico-editoriale, di scrittori ed artisti marchigiani emergenti (come Franco Scataglini) o meritevoli di essere recuperati (come Giulio Grimaldi e Olimpo da Sassoferrato), divenendo un fondamentale punto di riferimento per chiunque si occupasse di cultura in regione. La casa editrice, fondata nel 1973, ebbe due fasi: la prima (1973-1977) vide la pubblicazione di 18 opere, curate dallo stesso editore, la seconda fase (1977-2002) proseguì dopo la morte di Antognini con la stampa di altre 13 opere, sotto la guida della sorella Fiorisa Antognini. 
L'attività di Carlo Antognini diede avvio ad una nuova stagione culturale nelle Marche, riunendo gli artisti ed i letterati che dapprima operavano in maniera isolata o erano costretti alla diaspora. Nacquero così numerose riviste letterarie ed artistiche, trasmissioni radiofoniche, convegni e dibattiti, specialmente negli anni '70 e '80 del '900. La sua idea di "marchigianità" letteraria diede inoltre avvio ad un lungo dibattito sulla questione, protrattosi fino ai nostri giorni.
Morì ad Ancona il 26 febbraio 1977, all'età di quaranta anni.

## Riconoscimenti
Nel 1976 ottenne il Premio Provincia di Ancona “per la sua particolare attenzione rivolta a recuperare e a divulgare le più significative ed autentiche espressioni culturali della nostra terra”.
Nel 1977 venne deliberata la sua nomina come membro dell’Accademia Raffaello di Urbino.
Nel 1987, anniversario dei dieci anni dalla scomparsa, il Premio Frontino Montefeltro, insieme alla Stibu di Urbania, espose le Edizioni L’Astrogallo a Montefiorentino di Frontino, a cura di Valerio Volpini, Raimondo Rossi e Gastone Mosci. Nell’occasione Carlo Bo tenne una conversazione sul suo amico editore, Valerio Volpini ne scrisse un testo di memoria e Raimondo Rossi realizzò una lastrina al bulino con l’immagine di un libro.
Nel 1989 lo studio d’arte “L’Asterisco” di Jesi realizzò, a cura di Ezio Bartocci, una mostra delle Edizioni L’Astrogallo, con due interventi critici nel catalogo di Fabio Ciceroni ed Ezio Bartocci.
Nel 2007, in occasione dell’anniversario dei trent’anni dalla morte. il Festival del dialetto di Varano assegnò a Carlo Antognini il Premio per l'opera complessiva; il Premio di poesia “Baldassarre Olimpo degli Alessandri” di Sassoferrato assegnò a Carlo Antognini un Premio alla memoria; Il Comune di Chiaravalle promosse uno studio sull'opera di Carlo Antognini (Giovani poeti leggono…Carlo Antognini), approfondita da diversi critici, e con le sillogi di alcuni giovani poeti.
Il Comune di Ancona ha assegnato a Carlo Antognini il nome di una via e di una scuola primaria. La Parrocchia di “Cristo Divino Lavoratore” di Ancona gli ha dedicato, nel 1977, una Casa dell'Ospitalità, per l'accoglienza dei familiari di persone ricoverate negli ospedali della città. Ad Ancona è inoltre attivo il circolo culturale “Carlo Antognini”.

## Opere
- Poeti marchigiani del ‘900, Ancona, Bucciarelli, 1965.
- Scrittori marchigiani del Novecento, 2 voll, prefazione di Carlo Bo, Ancona, Bagaloni, 1971.
- Valeriano Trubbiani : dal 16 febbraio al 5 marzo 1974,, Busto Arsizio, Galleria d'arte Bambaia, 1974.
- Marche Arte ’74, Ancona, L’Astrogallo, 1974.
- Come un volo di rondini, a cura di G. Galeazzi, Ancona, L’Astrogallo, 1980.
- La critica come fatto morale, introduzione di Geno Pampaloni, con sei disegni di Pericle Fazzini, Ancona, L’Astrogallo, 1986.